# Gallieno Ferri
Pour les articles homonymes, voir Ferri.
Gallieno Ferri est un dessinateur italien de bande dessinée. Il est né le 21 mars 1929 à Gênes et s'y est éteint le 2 avril 2016, à l'âge de 87 ans.

## Biographie
Après avoir exercé le métier de géomètre, pendant quelques années, Gallieno Ferri devient dessinateur par pur hasard. En participant à un concours organisé par l'éditeur Giovani Di Leo, qui était en quête de nouveaux talents, il s'est classé parmi les premiers des candidats. Ainsi les portes de la bande dessinée se sont ouvertes devant lui.
Son premier personnage qui paraît en 1949 est Il fantasma verde (Le fantôme vert), dessiné sous le pseudonyme de Fergal par l'éditeur Barabino-Aipa de Gênes. Après cette expérience s'ensuivra un autre, en 1951, Red Feather, du genre western, puis Fantax du français Pierre Mouchot.

## Œuvres

### Publications françaises
- Atémi, Aventures et Voyages, collection Mon journal
  1.  La Secte des Shavajtari, scénario de Ken Mennell et Luigi Piccatto, dessins d'Alfonso Font, Luigi Piccatto,et Gallieno Ferri, 1979
  2. Tower Plastic & Co, scénario de Ken Mennell et Luigi Piccatto, dessins d'Alfonso Font, Luigi Piccatto,et Gallieno Ferri, 1979
  3.  Zoiseau, scénario de Carlos Echevarria et Luigi Piccatto, dessins de Gallieno Ferri, Luigi Piccatto et Leopoldo Ortiz, 1979
  4. Seul contre tous, scénario de Carlos Echevarria et Luigi Piccatto, dessins de Gallieno Ferri, Luigi Piccatto et Leopoldo Ortiz, 1979
  5. La Mafia a le bras long, scénario de Luigi Piccatto, dessins de Gallieno Ferri et Luigi Piccatto, 1979
  6. Fais pas de la peine au parrain !, scénario de Luigi Piccatto, dessins de Gallieno Ferri, Jordi Bernet et Luigi Piccatto, 1979
  7. Guerre sans merci, scénario de Luigi Piccatto, dessins de Gallieno Ferri et Luigi Piccatto, 1979
  8. L'Héritier des sables mouvants, scénario de Luigi Piccatto, dessins de Gallieno Ferri et Luigi Piccatto, 1979
  9. Sorcellerie, scénario de Luigi Piccatto, dessins de Gallieno Ferri et Luigi Piccatto, 1979
  10. Le Bal des indicateurs, scénario de Luigi Piccatto, dessins de Gallieno Ferri, Jordi Bernet et Luigi Piccatto, 1979
  11. Atémis à gogo, scénario de Luigi Piccatto, dessins de Gallieno Ferri et Luigi Piccatto, 1979
  12. Un petit instant, Monsieur le bourreau..., scénario de Luigi Piccatto, dessins de Gallieno Ferri et Luigi Piccatto, 1979
  13. Le maître-chanteur, scénario de Luigi Piccatto, dessins de Gallieno Ferri et Luigi Piccatto, 1979
  14. Un lâche, scénario de Luigi Piccatto, dessins de Gallieno Ferri, Jordi Bernet et Luigi Piccatto, 1979
  15. Le Protégé de Hien-Tsé, scénario de Luigi Piccatto, dessins de Gallieno Ferri et Luigi Piccatto, 1980
  16. Un certain Kraemer, scénario de Luigi Piccatto, dessins de Gallieno Ferri et Luigi Piccatto, 1980
  17. La Mort de Shi-Shu, scénario de Luigi Piccatto, dessins de Gallieno Ferri et Luigi Piccatto, 1980
  18. Pas d'histoires en haut lieu, scénario de Luigi Piccatto, dessins de Gallieno Ferri, Jordi Bernet et Luigi Piccatto, 1980
  19. Le Mitrailleur à la Rolls, scénario de Luigi Piccatto, dessins de Gallieno Ferri, E. Feito et Luigi Piccatto, 1980
  20. Le Mur de flammes, scénario de Luigi Piccatto, dessins de Gallieno Ferri et Luigi Piccatto, 1980
  21. L'Homme à abattre, scénario de Luigi Piccatto, dessins de Gallieno Ferri et Luigi Piccatto, 1980
  22. Le Clochard, scénario de Luigi Piccatto, dessins de Gallieno Ferri et Luigi Piccatto, 1980
  23. Le Perceur de coffres-forts, scénario de Luigi Piccatto, dessins de Gallieno Ferri, Jordi Bernet et Luigi Piccatto, 1980
- Mister No, Aventures et Voyages, collection Mon journal
  1. L'Homme aux lunettes noires, scénario de Guido Nolitta, dessins de Gallieno Ferri, 1976
- Mustang, Semic, collection Semic Pocket
  1.  Avec Zagor, 2001
- Yuma, Éditions Lug puis Semic (à partir du n° 315)
  1.  La révolte des Osages, scénario d'Andrea Lavezzolo et Guido Nolitta, dessins de Gallieno Ferri et Francesco Gamba, 1977
  2.  Échec au tropical corps !, scénario de Guido Nolitta, dessins de Gallieno Ferri, 1981
  3.  La Vision de Ramath, dessins de Gallieno Ferri, 1981
  4.  Opération AZ 179, scénario de Guido Nolitta, dessins de Gallieno Ferri, 1981
  5.  Mission à Skylab, scénario d'Edmond Ripoll et Guido Nolitta, dessins de Gallieno Ferri et Edmond Ripoll, 1983
  6.  Prisonnier dans la mine, 1986
  7.  La Vengeance de la flèche rapide, 1988
  8.  Eau de feu (1), 1990
  9. Eau de feu (2), 1991
  10. Eau de feu (3), 1991
  11. Eau de feu (4), 1991
  12.  Obscurs présages (1), 1991
  13. Obscurs présages (2), 1991
  14.  Cauchemars (1), scénario de Tiziano Sclavi, dessins de Gallieno Ferri, 1993
  15. Cauchemars (2), scénario de Tiziano Sclavi, dessins de Gallieno Ferri, 1993
  16. Cauchemars (3), scénario de Tiziano Sclavi, dessins de Gallieno Ferri, 1993
  17. Cauchemars (4), scénario de Tiziano Sclavi, dessins de Gallieno Ferri, 1993
  18. Cauchemars (5), scénario de Tiziano Sclavi, dessins de Gallieno Ferri, 1993
  19. Cauchemars (6), scénario de Tiziano Sclavi, dessins de Gallieno Ferri, 1993
  20. Cauchemars (7), scénario de Tiziano Sclavi, dessins de Gallieno Ferri, 1993